# Chiesa di San Giuliano Martire (Villanova del Ghebbo)
La chiesa di San Giuliano Martire è un edificio religioso ubicato a Bornio, frazione del comune di Villanova del Ghebbo.
La chiesa, edificata sul precedente edificio citato già nel XII secolo, è, nella suddivisione territoriale della chiesa cattolica, collocata nel vicariato di Lendinara-San Bellino, a sua volta parte della diocesi di Adria-Rovigo, ed è sede parrocchiale.

## Storia
La chiesa è stata costruita nel 1100 nella località di Villa Longale (antico nome di Bornio). Nel 1603 era gestita dai Frati Fiesolani e possedeva l'altare maggiore ad oriente, due cappelle laterali, il battistero e il campanile. L'attuale campanile risale agli inizi del '700 ed è stato costruito sui resti di quello antico. Ospita 4 campane, fuse probabilmente nel dopoguerra dalla fonderia Broili di Udine. Queste non sono mai state elettrificate, e attualmente sono in disuso (sostituite da 4 trombe).
Negli ultimi due secoli è stata restaurata e abbellita. Viene consacrata solennemente nel 1911, diventa parrocchia nel 1929. Ottiene il riconoscimento civile nel 1961.

## Campanile
Il campanile risale molto probabilmente al Settecento. Pende dall'immediato dopoguerra, probabilmente a causa della presenza di una falda sottostante. Nonostante ciò, le campane hanno sempre suonato fino ai primi anni '70. In seguito sono state abbandonate e tutt'oggi suonano le trombe collocate sul tetto della chiesa, sopra l'abside. Sono collegate a un simulatore Melloncelli.
Le 4 campane riportano nel secondo cerchio sopra al bordo l'iscrizione " BORNIO - FUSE LUCIO BROILI UDINE", nel cerchio sottostante la dedica al santo a cui sono dedicate. Sono state fuse nel 1947 (restituzioni belliche).
La campana maggiore riporta come iscrizione al di sotto del fonditore "SANCTE JULIANI INTERCEDE PRO NOBIS", la piccola riporta "S. ANTONI ORA PRO NOBIS", la seconda è dedicata alla Beata Vergine del Rosario, e la terza riporta "REQUIEM AETERNAM DONA EIS DOMINE".

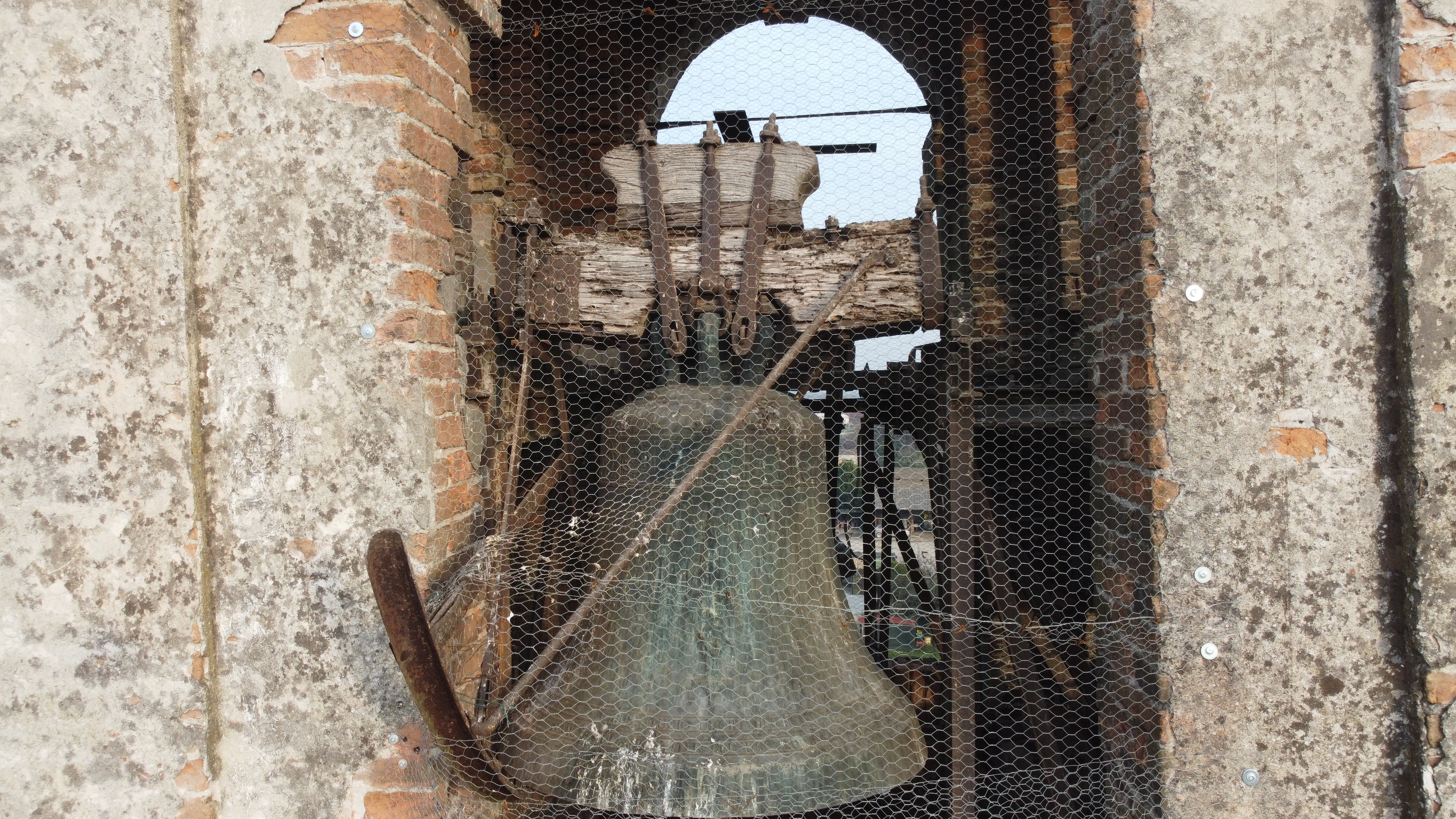
Vista ravvicinata delle campane

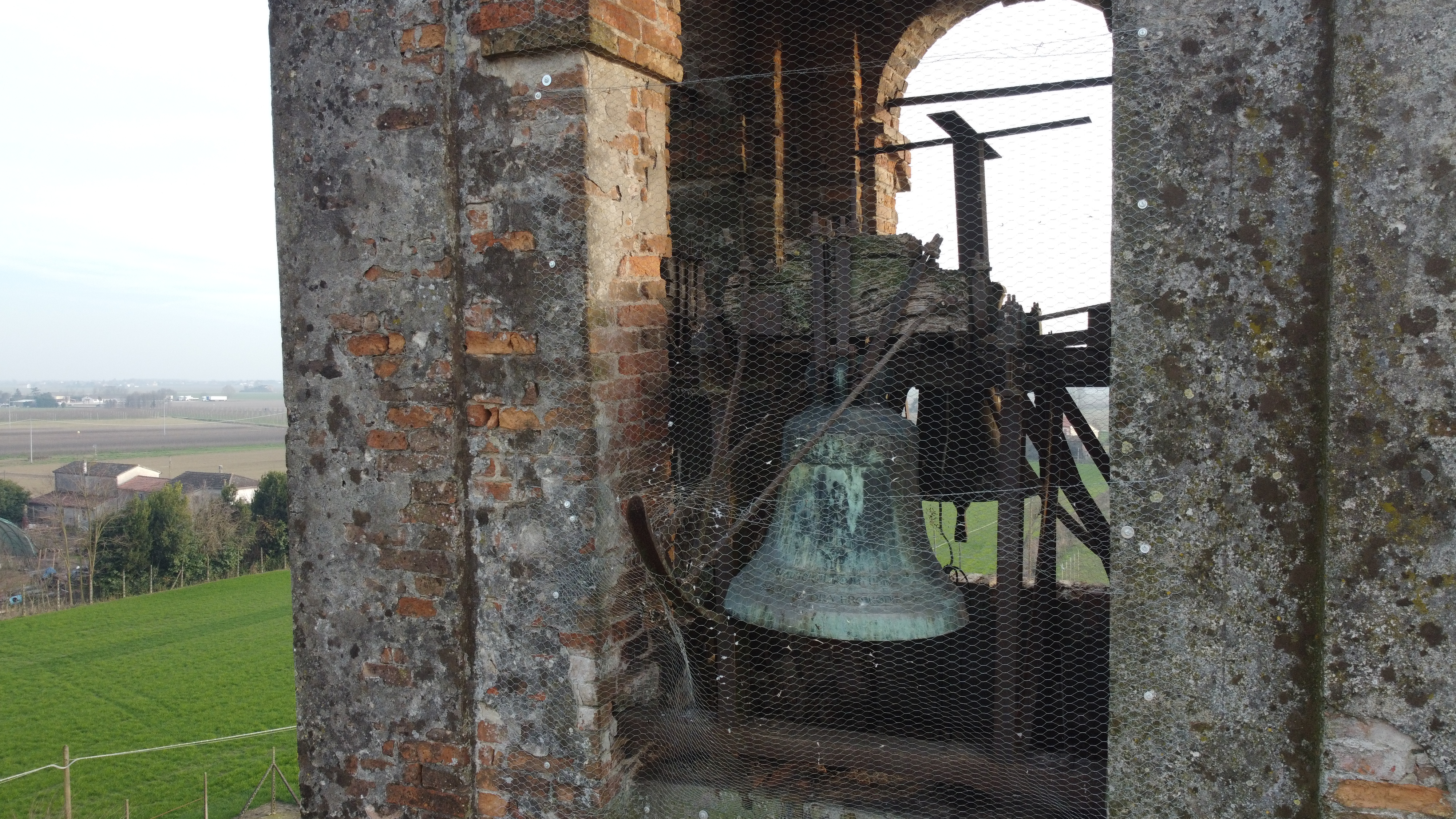
Campana minore del concerto

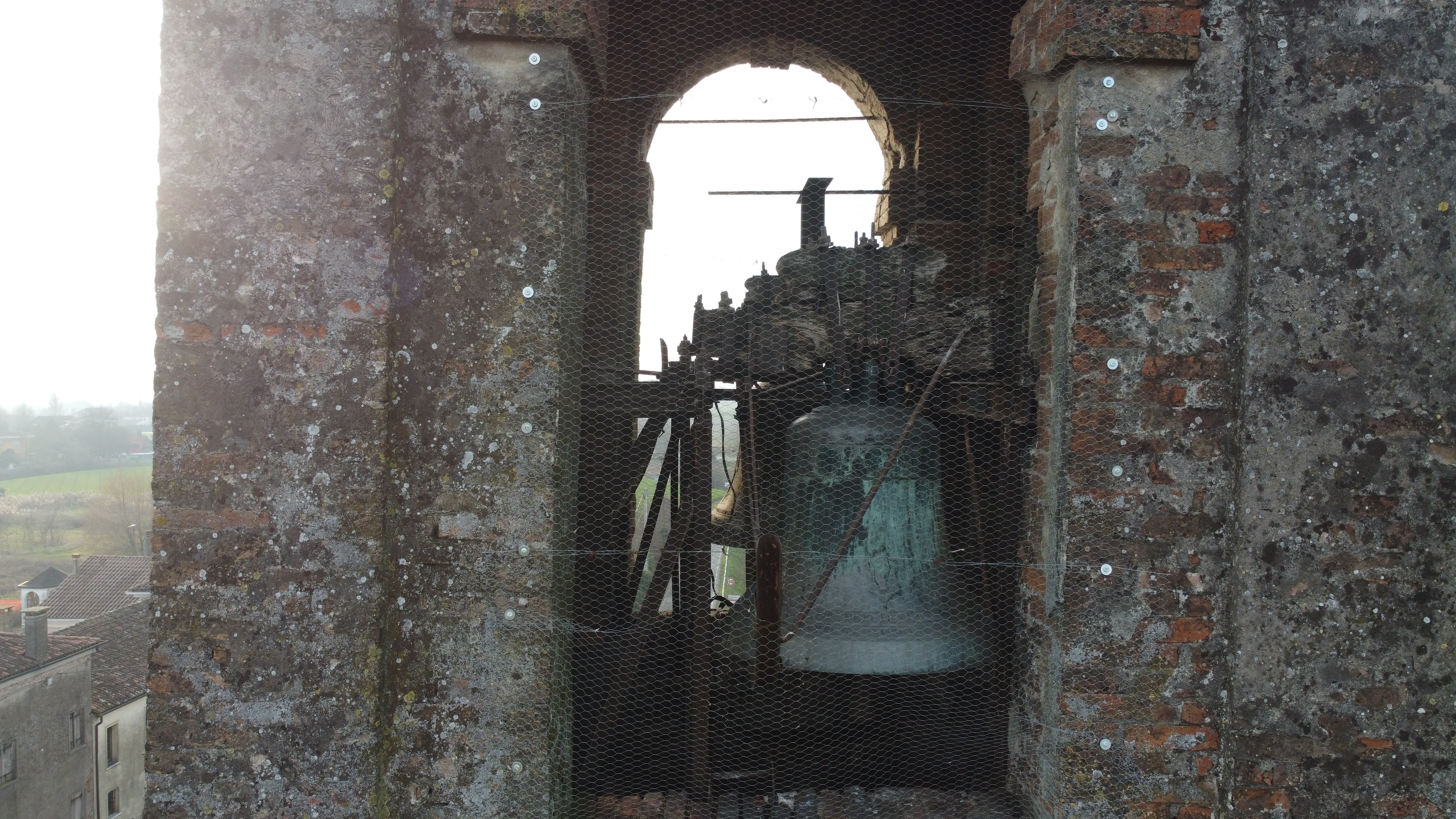
Vista delle campane